# Guatemala Future Series 2021
Die Guatemala Future Series 2021 im Badminton fand vom 10. bis zum 14. November 2021 in Guatemala-Stadt statt.

## Sieger und Platzierte
| Disziplin    | Gold                               | Silber                                     | Bronze                                                  |
| ------------ | ---------------------------------- | ------------------------------------------ | ------------------------------------------------------- |
| Herreneinzel | Rubén Castellanos                  | Don Henley Averia                          | Enrico Asuncion                                         |
| Herreneinzel | Rubén Castellanos                  | Don Henley Averia                          | Justin Ma                                               |
| Dameneinzel  | Lauren Lam                         | Ishika Jaiswal                             | Fernanda Munar Solimano                                 |
| Dameneinzel  | Lauren Lam                         | Ishika Jaiswal                             | Nikte Sotomayor                                         |
| Herrendoppel | Enrico Asuncion Don Henley Averia  | Rubén Castellanos Christopher Martínez     | Jonathan Solís Anibal Marroquín                         |
| Herrendoppel | Enrico Asuncion Don Henley Averia  | Rubén Castellanos Christopher Martínez     | Xavier Laperriere Thien Quan Nicolas Nguyen             |
| Damendoppel  | Diana Corleto Soto Nikte Sotomayor | Lauren Lam Kodi Tang Lee                   | Nicole Frevold Ishika Jaiswal                           |
| Damendoppel  | Diana Corleto Soto Nikte Sotomayor | Lauren Lam Kodi Tang Lee                   | Camille Leblanc Eliana Zhang                            |
| Mixed        | Jonathan Solís Diana Corleto Soto  | Thien Quan Nicolas Nguyen Alexandra Mocanu | Yeison Esleiter Del Cid Alvarez Karolina Orellana Ardon |
| Mixed        | Jonathan Solís Diana Corleto Soto  | Thien Quan Nicolas Nguyen Alexandra Mocanu | Sri Kolla Nicole Frevold                                |